# Bulbophyllum gobiense
Bulbophyllum gobiense är en orkidéart som beskrevs av Rudolf Schlechter. Bulbophyllum gobiense ingår i släktet Bulbophyllum och familjen orkidéer. Inga underarter finns listade i Catalogue of Life.